# 別列斯季亞 (杜布羅維察區)
51°31′30″N 26°31′53″E / 51.52500°N 26.53139°E
別列斯季亞（烏克蘭語：Берестя）是位於烏克蘭西北部里夫內州裏薩爾內區的村莊，始建於1501年，面積2.03平方公里，海拔高度146米，2001年人口2,719，人口密度每平方公里1,339.4人。